# Önundarfjörður

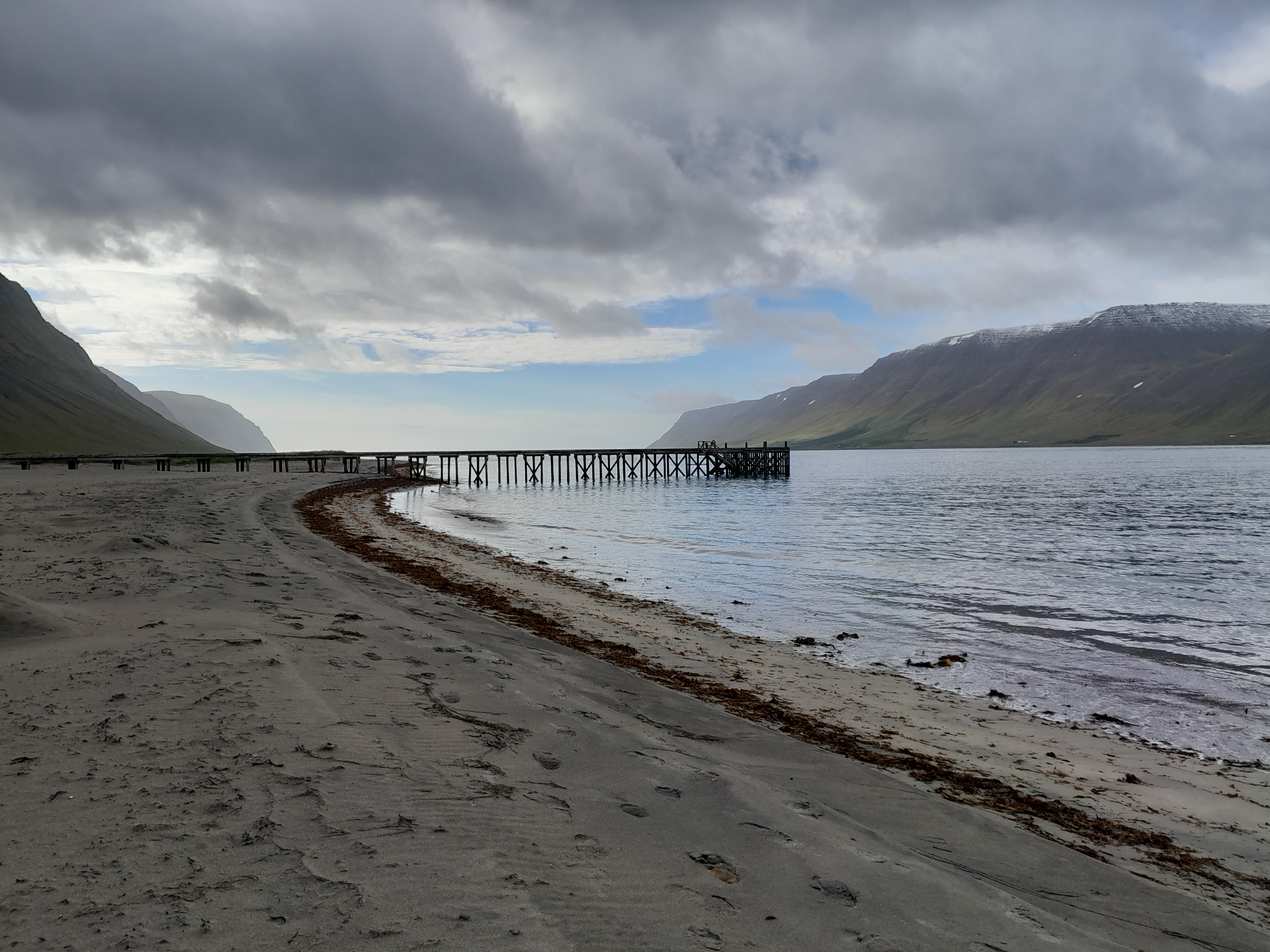
Önundarfjörður

Önundarfjörður är en fjord i republiken Island.  Den ligger norr om Dýrafjörður och söder om Súgandafjörður  i regionen Västfjordarna, 230 km norr om huvudstaden Reykjavík. Fjordens längd är 15 km, eller mer vid högvatten. Bredden är vid mynningen mellan Sauðanes i norr och Barði (Hjallanes) i söder 6,6 km. Sedan smalnar fjorden av, men har fortfarande en bredd av cirka 2 km då den nått sin fulla längd. Vattendjupet är i den yttre delen av fjorden cirka 30 meter och fjordens hela yta omkring 51 km².
Önundarfjörður omges på båda sidor av berg, av vilka de flesta är mer än 600 meter höga. Samhället Flateyri ligger vid foten av Eyrarfjall på norra stranden halvvägs in i fjorden. Cirka 5 km längre ner, vid Vöðin, ”vadställena”, (äldre Vaðlarnir), blir fjorden så grund att den torrläggs vid ebb. Här är Þjóðvegur (riksväg) 60 dragen tvärs över fjorden. Längst ner i fjorden, slutligen, reser sig berget Hestfjall, 700 meter högt, på vars norra och södra sidor dalarna Korpudalur och Hestdalur ligger. Här bodde på 900-talet Vésteinn Vésteinsson på en gård undir Hesti, det vill säga ”nedanför Hästfjället”, som då bör ha kallats Hest(u)r (”Hästen”). Vésteinn tillhörde den norska Hrafnistaätten. Hans syster hette Auðr, och hon var gift med Gísli Súrsson, den fredlöse hjälten i Gisle Surssons saga.
Andra dalar i fjorden är Klofningsdalur, Hólsdalur, Breiðadalur, Bjarnardalur, Hjarðardalur och Valþjófsdalur.

## Namnet
Önundarfjörður – som på svenska ofta brukat översättas Anundsfjorden eller -fjärden – har fått namn efter dess förste inbyggare Önundr Víkingsson, som enligt Landnámabók var bror till den Þórðr på Alviðra, som enligt ryktet var son till Norges kung Harald hårfager. Önundr tog hela Önundarfjörður och bodde på Eyri, enligt samma källa. En annan landnamsman i samma trakt var Ingjaldr Brúnason, som tog Ingjaldssandur, den dalgång som ligger söder om fjordmynningen och skär in i fjällen i sydostlig riktning. Att dalen kallats -sandur antas bero på att den fått namn av sandsträckningen vid kusten där dalen börjar.
En känd gestalt från Önundarfjörður är Brynjólfur Sveinsson, biskop och handskriftssamlare, som föddes i Holt 1605.

## Klimat
Inlandsklimat råder i trakten. Årsmedeltemperaturen i trakten är −3 °C. Den varmaste månaden är juli, då medeltemperaturen är 12 °C, och den kallaste är februari, med −10 °C.